# Alois Kirnig

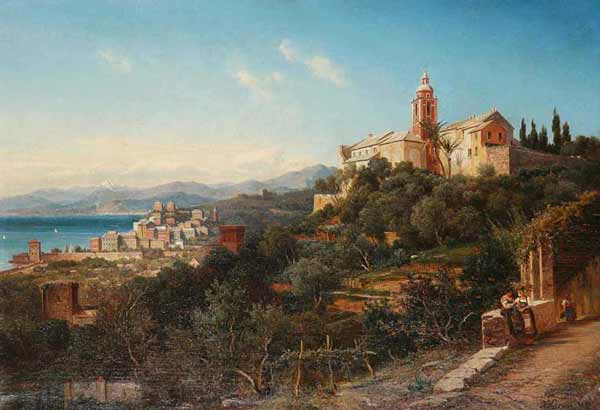
Panorama di Multedo (Monte Oliveto)

Alois Kirnig (Praga, 10 giugno 1840 – Praga, 25 gennaio 1911) è stato un pittore ceco, specializzato in paesaggi.

## Biografia
Allievo del maestro praghese Ferdinand Lepié, completò i suoi studi presso l'Accademia delle belle arti di Monaco di Baviera.

## Opere
Le sue opere rappresentano soprattutto vedute di paesaggi della Germania, dell'Austria e dell'Italia, paesi nei quali viaggiò e lavorò maggiormente. Per quanto riguarda il bel paese, sono numerose le vedute liguri (soggiornò a Bordighera, dove dipinse molto), e dipinse anche Roma, Napoli e Capri.